# Château de Virazeil
Le château de Virazeil a été construit sur une colline dominant la vallée du Trec, et le CD933, sur le territoire de la commune de Virazeil.

## Histoire
La seigneurie a d'abord appartenu aux Caumont. 
Au XVe siècle elle est passée aux Pellegrue. Ils ont construit au XVIe siècle le logis primitif présentant des éléments gothiques flamboyants placé sur une petite butte avec une basse cour, les communs et la chapelle.
La seigneurie a ensuite appartenu à la famille de Foix, En 1567 elle est la propriété de Françoise de Coulonges, veuve de Guillaume Le Comte, baron de La Tresne, second président au parlement de Bordeaux, puis à Jean de Belrieu après son mariage avec Marguerite Le Comte.
En 1715, Catherine de Belrieu a apporté en dot le château à son mari, Henri d'Augeard, ou Daugeard, président à mortier du Parlement de Bordeaux.
Le château actuellement visible de la route a été construit entre 1770 et 1774 pour Jacques Daugeard, président à mortier du Parlement de Bordeaux, baron de Virazeil depuis 1769. On a discuté pour savoir qui était l'architecte du château. François-Georges Pariset reprend une note de Marionneau qui attribuait ce château à Victor Louis qui a travaillé pour des parents de l'épouse de Jacques Daugeard, tout en notant des différences de style.
Il est aujourd'hui attribué à Étienne Laclotte qui a construit l'hôtel des Daugeard  à Bordeaux. C'est un château des champs construit sans éléments décoratifs véritables.
Le château est vendu en 1823 par le vicomte de Gervaise, gendre de M. Daugeard, à Félix-Alexandre d'Auber, second marquis de Peyrelongue. Les Auber ont élevé l'orangerie après 1823.
En 1940 le colonel André d'Auber, cinquième marquis de Peyrelongue, a vendu le château à des acquéreurs qui ont emporté la bibliothèque, l'argenterie, les statues.
En 1962, l'ensemble est vendu à la Ligue pour l'adaptation du diminué physique au travail. Cette nouvelle affectation a nécessité de nombreuses transformations intérieures pour les handicapés et l'édification de deux bâtiments symétriques de trois niveaux de part et d'autre de la cour d'arrivée.
Le château a été inscrit monument historique le 4 mars 1964,.
Il est à présent un ensemble de dispositifs encadré par l'organisation de L'ADAPT du Lot-et-Garonne, avec également un Centre de Rééducation Professionnelle (CRP) accessible aux personnes bénéficiant du statut de travailleur handicapé (RQTH). 
Ce dernier dispositif de formation ouvre à des débouchés tertiaires dans le secteur administratif et comptable de niveau V (Bep, Cap et équivalent) et IV (Baccalauréat et équivalent), avec des formations qualifiantes (avec préparatoire) certifiées par le Ministère du Travail par des titres professionnels. On y trouve les diplômes suivants : 
- Employé administratif et d'accueil (EAA)
- Secrétaire Assistant (SA)
- Secrétaire Comptable (SC)
- Comptable Assistant (CA)
- Secrétaire Assistant Médico-Social (SAMS)
- Comptable Assistant Sanitaire et Social (CASS)